# 愛、アムール
『愛、アムール』（あいアムール、Amour）は、ミヒャエル・ハネケ監督・脚本による2012年のドラマ映画である。ジャン＝ルイ・トランティニャン、エマニュエル・リヴァ、イザベル・ユペールらが出演している。病に倒れた妻とその夫が描かれる。オーストリア、フランス、ドイツが共同で製作した。
第65回カンヌ国際映画祭で上映され、ハネケにとっては2作連続となるパルム・ドール受賞を果たした。第85回アカデミー賞の外国語映画賞にはオーストリア代表として出品され、受賞を果たした。

## ストーリー
パリの瀟洒な高級アパルトマンで、静かに余生を過ごす老音楽家夫婦のジョルジュとアンヌ。昨夜まで連れ立ってコンサートに出かけていたが、翌朝、アンヌが突然、発作を起こした。病が見つかり手術を受けるアンヌ。手術は失敗し、アンヌは半身不随の車椅子生活を余儀なくされた。「病院には戻りたくない」というアンヌを、自宅で献身的に看病するジョルジュ。
一人娘のエヴァも音楽家で世界を忙しく飛び回り、家庭にも問題を抱えて手一杯だった。取り敢えず父に任せて様子を見るエヴァ。初めのうちは変わりなく知的にジョルジュに指図するアンヌ。だが、知人の葬儀の日、アンヌは「先の苦労は目に見えている」と、死ぬ覚悟を仄めかした。
認知症が急速に進んで行くアンヌ。ジョルジュも悪夢を見るなど、影響を受けて行った。娘のエヴァは入院を勧めたが、ジョルジュは訪問看護師の手も借りて、出来る限りのケアを続けた。
少し正気を取り戻したアンヌが、「楽しかった」と微笑んだ翌日、再び錯乱して叫ぶアンヌに優しく語りかけたジョルジュは、直後に枕を押し付けてアンヌを窒息死させた。その後も、花を買うなど生活を続けるジョルジュ。気がつくと、元気な頃のままのアンヌが食器を洗っていた。家事を終え、コートを着るアンヌ。ジョルジュもコートを着ると、二人はいそいそと玄関から出かけて行った。

## キャスト
- ジョルジュ - ジャン＝ルイ・トランティニャン
- アンヌ - エマニュエル・リヴァ
- エヴァ - イザベル・ユペール
- アレクサンドル - アレクサンドル・タロー（本人役）

## 製作
フランスのレ・フィルム・デュ・ロサンジュ、ドイツのXフィルム・クリエイティブ・プール、オーストリアのウェガ・フィルムより729万ユーロで製作された。フランス3と共同製作し、イル＝ド＝フランス地域圏より40万4000ユーロの支援を受けた。さらに資金はドイツのMedienboard Berlin-BrandenburgとフランスのNational Center of Cinematography and the moving imageより付与された。主要撮影は2011年2月7日から4月1日に行われた。

## 受賞とノミネート
| 賞歴一覧                               | 賞歴一覧                  | 賞歴一覧                                                                                     | 賞歴一覧   |
| 賞・映画祭                             | 部門                      | 対象                                                                                         | 結果       |
| -------------------------------------- | ------------------------- | -------------------------------------------------------------------------------------------- | ---------- |
| カンヌ国際映画祭                       | パルム・ドール            | ミヒャエル・ハネケ                                                                           | 受賞       |
| ダーバン国際映画祭                     | 作品賞                    | ミヒャエル・ハネケ                                                                           | 受賞       |
| 国際映画批評家連盟賞                   | 作品賞                    | ミヒャエル・ハネケ                                                                           | 受賞       |
| セザール賞                             | 作品賞                    | 『愛、アムール』                                                                             | 受賞       |
| セザール賞                             | 監督賞                    | ミヒャエル・ハネケ                                                                           | 受賞       |
| セザール賞                             | 主演男優賞                | ジャン＝ルイ・トランティニャン                                                               | 受賞       |
| セザール賞                             | 主演女優賞                | エマニュエル・リヴァ                                                                         | 受賞       |
| セザール賞                             | 助演女優賞                | イザベル・ユペール                                                                           | ノミネート |
| セザール賞                             | 脚本賞                    | ミヒャエル・ハネケ                                                                           | 受賞       |
| セザール賞                             | 美術賞                    | ジャン＝ヴァンサン・ピュゾ                                                                   | ノミネート |
| セザール賞                             | 撮影賞                    | ダリウス・コンジ                                                                             | ノミネート |
| セザール賞                             | 編集賞                    | モニカ・ヴィッリ                                                                             | ノミネート |
| セザール賞                             | 音響賞                    | Guillaume Sciama Nadine Muse Jean-Pierre Laforce                                             | ノミネート |
| ヨーロッパ映画賞                       | 作品賞                    | 『愛、アムール』                                                                             | 受賞       |
| ヨーロッパ映画賞                       | 監督賞                    | ミヒャエル・ハネケ                                                                           | 受賞       |
| ヨーロッパ映画賞                       | 男優賞                    | ジャン＝ルイ・トランティニャン                                                               | 受賞       |
| ヨーロッパ映画賞                       | 女優賞                    | エマニュエル・リヴァ                                                                         | 受賞       |
| ヨーロッパ映画賞                       | 脚本賞                    | ミヒャエル・ハネケ                                                                           | ノミネート |
| リュミエール賞                         | 作品賞                    | 『愛、アムール』                                                                             | 受賞       |
| リュミエール賞                         | 監督賞                    | ミヒャエル・ハネケ                                                                           | ノミネート |
| リュミエール賞                         | 男優賞                    | ジャン＝ルイ・トランティニャン                                                               | 受賞       |
| リュミエール賞                         | 女優賞                    | エマニュエル・リヴァ                                                                         | 受賞       |
| アカデミー賞                           | 作品賞                    | マルガレート・メネゴス、シュテファン・アルント、ファイト・ハイドゥシュカ、ミヒャエル・カッツ | ノミネート |
| アカデミー賞                           | 監督賞                    | ミヒャエル・ハネケ                                                                           | ノミネート |
| アカデミー賞                           | 主演女優賞                | エマニュエル・リヴァ                                                                         | ノミネート |
| アカデミー賞                           | 脚本賞                    | ミヒャエル・ハネケ                                                                           | ノミネート |
| アカデミー賞                           | 外国語映画賞              | 『愛、アムール』                                                                             | 受賞       |
| ゴールデングローブ賞                   | 外国語映画賞              | 『愛、アムール』                                                                             | 受賞       |
| 英国アカデミー賞                       | 監督賞                    | ミヒャエル・ハネケ                                                                           | ノミネート |
| 英国アカデミー賞                       | 主演女優賞                | エマニュエル・リヴァ                                                                         | 受賞       |
| 英国アカデミー賞                       | オリジナル脚本賞          | ミヒャエル・ハネケ                                                                           | ノミネート |
| 英国アカデミー賞                       | 非英語作品賞              | 『愛、アムール』                                                                             | 受賞       |
| 全米映画批評家協会賞                   | 作品賞                    | 『愛、アムール』                                                                             | 受賞       |
| 全米映画批評家協会賞                   | 監督賞                    | ミヒャエル・ハネケ                                                                           | 受賞       |
| 全米映画批評家協会賞                   | 主演女優賞                | エマニュエル・リヴァ                                                                         | 受賞       |
| ニューヨーク映画批評家協会賞           | 外国語映画賞              | 『愛、アムール』                                                                             | 受賞       |
| ロサンゼルス映画批評家協会賞           | 作品賞                    | 『愛、アムール』                                                                             | 受賞       |
| ロサンゼルス映画批評家協会賞           | 主演女優賞                | エマニュエル・リヴァ                                                                         | 受賞       |
| クリティクス・チョイス・アワード       | 主演女優賞                | エマニュエル・リヴァ                                                                         | ノミネート |
| クリティクス・チョイス・アワード       | 外国語映画賞              | 『愛、アムール』                                                                             | 受賞       |
| ボストン映画批評家協会賞               | 作品賞                    | 『愛、アムール』                                                                             | 次点       |
| ボストン映画批評家協会賞               | 主演女優賞                | エマニュエル・リヴァ                                                                         | 受賞       |
| ボストン映画批評家協会賞               | 外国語映画賞              | 『愛、アムール』                                                                             | 受賞       |
| シカゴ映画批評家協会賞                 | 主演女優賞                | エマニュエル・リヴァ                                                                         | ノミネート |
| シカゴ映画批評家協会賞                 | 外国語映画賞              | 『愛、アムール』                                                                             | 受賞       |
| ロンドン映画批評家協会賞               | 作品賞                    | 『愛、アムール』                                                                             | 受賞       |
| ロンドン映画批評家協会賞               | 監督賞                    | ミヒャエル・ハネケ                                                                           | ノミネート |
| ロンドン映画批評家協会賞               | 男優賞                    | ジャン＝ルイ・トランティニャン                                                               | ノミネート |
| ロンドン映画批評家協会賞               | 女優賞                    | エマニュエル・リヴァ                                                                         | 受賞       |
| ロンドン映画批評家協会賞               | 脚本賞                    | ミヒャエル・ハネケ                                                                           | 受賞       |
| ロンドン映画批評家協会賞               | 外国語映画賞              | 『愛、アムール』                                                                             | ノミネート |
| ニューヨーク映画批評家オンライン賞     | 主演女優賞                | エマニュエル・リヴァ                                                                         | 受賞       |
| ニューヨーク映画批評家オンライン賞     | 外国語映画賞              | 『愛、アムール』                                                                             | 受賞       |
| ワシントンD.C.映画批評家協会賞         | 主演女優賞                | エマニュエル・リヴァ                                                                         | ノミネート |
| ワシントンD.C.映画批評家協会賞         | 外国語映画賞              | 『愛、アムール』                                                                             | 受賞       |
| ダラス・フォートワース映画批評家協会賞 | 主演女優賞                | エマニュエル・リヴァ                                                                         | ノミネート |
| ダラス・フォートワース映画批評家協会賞 | 外国語映画賞              | 『愛、アムール』                                                                             | 受賞       |
| サンフランシスコ映画批評家協会賞       | 主演女優賞                | エマニュエル・リヴァ                                                                         | 受賞       |
| サンフランシスコ映画批評家協会賞       | 外国語映画賞              | 『愛、アムール』                                                                             | 受賞       |
| カンザスシティ映画批評家協会賞         | 外国語映画賞              | 『愛、アムール』                                                                             | 受賞       |
| ラスベガス映画批評家協会賞             | 外国語映画賞              | 『愛、アムール』                                                                             | 受賞       |
| オクラホマ映画批評家協会賞             | 外国語映画賞              | 『愛、アムール』                                                                             | 受賞       |
| 英国インディペンデント映画賞           | 外国語映画賞              | 『愛、アムール』                                                                             | ノミネート |
| インディペンデント・スピリット賞       | 外国語映画賞              | 『愛、アムール』                                                                             | 受賞       |
| ナショナル・ボード・オブ・レビュー賞   | 外国語映画賞              | 『愛、アムール』                                                                             | 受賞       |
| サテライト賞                           | 主演女優賞                | エマニュエル・リヴァ                                                                         | ノミネート |
| サテライト賞                           | 外国語映画賞              | 『愛、アムール』                                                                             | ノミネート |
| キネマ旬報ベスト・テン                 | 外国映画ベスト・テン第1位 | 『愛、アムール』                                                                             | 受賞       |
| 毎日映画コンクール                     | 外国映画ベストワン賞      | 『愛、アムール』                                                                             | 受賞       |